# Plus près du ciel
Pour plus de détails, voir Fiche technique et Distribution.
Plus près du ciel (La catena dell'odio) est un film dramatique italien réalisé par Piero Costa et sorti en 1955.

## Fiche technique
- Titre français : Plus près du ciel[1]
- Titre original italien : La catena dell'odio[2]
- Réalisateur : Piero Costa
- Scénario : Ruggero Maccari, Gian Maria Cominetti, Guido Malatesta, Luigi Bonelli, Piero Costa
- Photographie : Raffaele Masciocchi
- Montage : Lia Massimo
- Musique : Franco D'Achiardi
- Décors : Oscar D'Amico
- Production : Ugo Crova, Petar Zlatarow, Spartaco Trombetta
- Société de production : Aurea Film
- Pays de production :  Italie
- Langue de tournage : Italien
- Format : Noir et blanc - 1,37:1 - Son mono - 35 mm
- Durée : 91 minutes (1 h 31)
- Genre : Film dramatique
- Dates de sortie :
  - Italie : 1955

## Distribution
- Renato Baldini : Mauro Ferri
- Hélène Rémy : Elena
- Marc Lawrence : Braschi
- Umberto Spadaro : Neri
- Fulvia Franco : Lidia
- Loris Gizzi
- Ursula Andress
- Narciso Parigi